# Embalse de Khashm el Girba
El embalse de Khashm el Girba se encuentra en el río Atbara, afluente del Nilo, en el estado de Kassala, en la parte oriental de Sudán. La presa se encuentra a unos 4 km de la localidad de Khashm el Girba. Hay un aeropuerto al oeste de la presa. 
El pantano, construido entre 1960 y 1964, tiene como principal propósito el riego de una región de 2100 km² que debía servir para cultivar algodón, caña de azúcar y cereales, creada para albergar a las personas desplazadas por la construcción de la presa de Asuán y el lago Naser. Puesto que fueron desplazadas desde el distrito de Wadi Halfa, la capital se denominó New Halfa, pero en realidad las 50 000 personas fueron repartidas en 25 pueblos en torno a Khashm el Girba.
Entre 2002 y 2004 se añadió una pequeña central hidroeléctrica de 10 MW con dos turbinas Kaplan. Es el embalse más pequeño de los cuatro construidos en Sudán en el río Nilo, después de los de Jebel Aulia, Roseires y Sennar.

## La presa
La presa tiene una longitud de 3500 m. La parte más larga, 1800 m al oeste y 1500 m al este, es de tierra apisonada. La parte central, donde se hallan el desagüe y el sistema de irrigación,  de 450 m de longitud de coronación, es de hormigón. 

## Ecología
Cuando la corriente es muy escasa y el nivel del embalse desciende por debajo del nivel de la presa, tres bombas abastecen el canal de riego a la izquierda del río. En la época de las lluvias, el río Atbara arrastra una gran cantidad de sedimentos, hasta el punto de que diez años después de su entrada en funcionamiento, la capacidad del embalse ya se había visto reducida a la mitad, 0,66 km³. Desde entonces, el embalse se vacía completamente desde la salida inferior de la presa una vez al año.
La falta de agua para los regadíos ha hecho que se ponga en marcha la construcción de un nuevo proyecto gigantesco, el Complejo del Alto Atbara y Setit, compuesto por dos embalses, el de Rumela y el de Burdana, donde se unen los ríos Atbara y Setit, con una capacidad prevista de 2,7 km³ y una potencia de 135 MW, a 80 km del embalse de Khashm el Girba.
Las orillas del lago están cubiertas por una arboleda en la que domina la Acacia nilotica. Cuando el embalse está en su punto más alto, muchos árboles quedan inundados durante semanas. Cuando el agua baja, los pastos son utilizados por los nómadas.